# Villers-sous-Châtillon
Villers-sous-Châtillon ist eine ehemalige französische Gemeinde mit 209 Einwohnern (Stand: 1. Januar 2022) im Département Marne in der Region Grand Est (vor 2016 Champagne-Ardenne). Sie gehörte zum Arrondissement Épernay, zum Gemeindeverband Paysages de la Champagne und zum Kanton Dormans-Paysages de Champagne.
Der Erlass vom 28. September 2022 legte mit Wirkung zum 1. Januar 2023 die Eingliederung von Villers-sous-Châtillon als Commune déléguée zusammen mit den früheren Gemeinden Binson-et-Orquigny und Reuil zur neuen Commune nouvelle Cœur-de-la-Vallée fest.

## Geographie
Villers-sous-Châtillon liegt etwa 32 Kilometer südwestlich von Reims.
Umgeben wird Villers-sous-Châtillon von den Nachbargemeinden und den Communes déléguées:
| Baslieux-sous-Châtillon                                   | Cuchery                                     | Belval-sous-Châtillon |
| Binson-et-Orquigny (Commune déléguée) Châtillon-sur-Marne | Kompassrose, die auf Nachbargemeinden zeigt | Venteuil              |
|                                                           | Reuil (Commune déléguée)                    |                       |

Der Ort erhielt die Auszeichnung „Drei Blumen“, die vom Conseil national des villes et villages fleuris (CNVVF) im Rahmen des jährlichen Wettbewerbs der blumengeschmückten Städte und Ortschaften verliehen wird.

## Bevölkerungsentwicklung
| Villers-sous-Châtillon: Einwohnerzahlen von 1793 bis 2016                                                                  | Villers-sous-Châtillon: Einwohnerzahlen von 1793 bis 2016 | Villers-sous-Châtillon: Einwohnerzahlen von 1793 bis 2016 | Villers-sous-Châtillon: Einwohnerzahlen von 1793 bis 2016 | Villers-sous-Châtillon: Einwohnerzahlen von 1793 bis 2016 |
| --- | --------------------------------------------------------- | --------------------------------------------------------- | --------------------------------------------------------- | --------------------------------------------------------- |
| Jahr |                                                           |                                                           |                                                           | Einwohner                                                 |
| 1793 | 1793                                                      |                                                           | 279                                                       | 279                                                       |
| 1800 | 1800                                                      |                                                           | 277                                                       | 277                                                       |
| 1806 | 1806                                                      |                                                           | 279                                                       | 279                                                       |
| 1821 | 1821                                                      |                                                           | 292                                                       | 292                                                       |
| 1831 | 1831                                                      |                                                           | 309                                                       | 309                                                       |
| 1836 | 1836                                                      |                                                           | 315                                                       | 315                                                       |
| 1841 | 1841                                                      |                                                           | 318                                                       | 318                                                       |
| 1846 | 1846                                                      |                                                           | 352                                                       | 352                                                       |
| 1851 | 1851                                                      |                                                           | 321                                                       | 321                                                       |
| 1856 | 1856                                                      |                                                           | 336                                                       | 336                                                       |
| 1861 | 1861                                                      |                                                           | 333                                                       | 333                                                       |
| 1866 | 1866                                                      |                                                           | 331                                                       | 331                                                       |
| 1872 | 1872                                                      |                                                           | 319                                                       | 319                                                       |
| 1876 | 1876                                                      |                                                           | 324                                                       | 324                                                       |
| 1881 | 1881                                                      |                                                           | 324                                                       | 324                                                       |
| 1886 | 1886                                                      |                                                           | 310                                                       | 310                                                       |
| 1891 | 1891                                                      |                                                           | 340                                                       | 340                                                       |
| 1896 | 1896                                                      |                                                           | 312                                                       | 312                                                       |
| 1901 | 1901                                                      |                                                           | 341                                                       | 341                                                       |
| 1906 | 1906                                                      |                                                           | 345                                                       | 345                                                       |
| 1911 | 1911                                                      |                                                           | 292                                                       | 292                                                       |
| 1921 | 1921                                                      |                                                           | 198                                                       | 198                                                       |
| 1926 | 1926                                                      |                                                           | 222                                                       | 222                                                       |
| 1931 | 1931                                                      |                                                           | 224                                                       | 224                                                       |
| 1936 | 1936                                                      |                                                           | 204                                                       | 204                                                       |
| 1946 | 1946                                                      |                                                           | 215                                                       | 215                                                       |
| 1954 | 1954                                                      |                                                           | 192                                                       | 192                                                       |
| 1962 | 1962                                                      |                                                           | 184                                                       | 184                                                       |
| 1968 | 1968                                                      |                                                           | 199                                                       | 199                                                       |
| 1975 | 1975                                                      |                                                           | 171                                                       | 171                                                       |
| 1982 | 1982                                                      |                                                           | 190                                                       | 190                                                       |
| 1990 | 1990                                                      |                                                           | 181                                                       | 181                                                       |
| 1999 | 1999                                                      |                                                           | 183                                                       | 183                                                       |
| 2006 | 2006                                                      |                                                           | 189                                                       | 189                                                       |
| 2011 | 2011                                                      |                                                           | 227                                                       | 227                                                       |
| 2016 | 2016                                                      |                                                           | 213                                                       | 213                                                       |
| Quelle(n): EHESS/Cassini bis 1999, INSEE ab 2006 Anmerkung(en): Ab 1962 offizielle Zahlen ohne Einwohner mit Zweitwohnsitz |                                                           |                                                           |                                                           |                                                           |

## Sehenswürdigkeiten
- Kirche Saint-Jacques